# 高床式住居

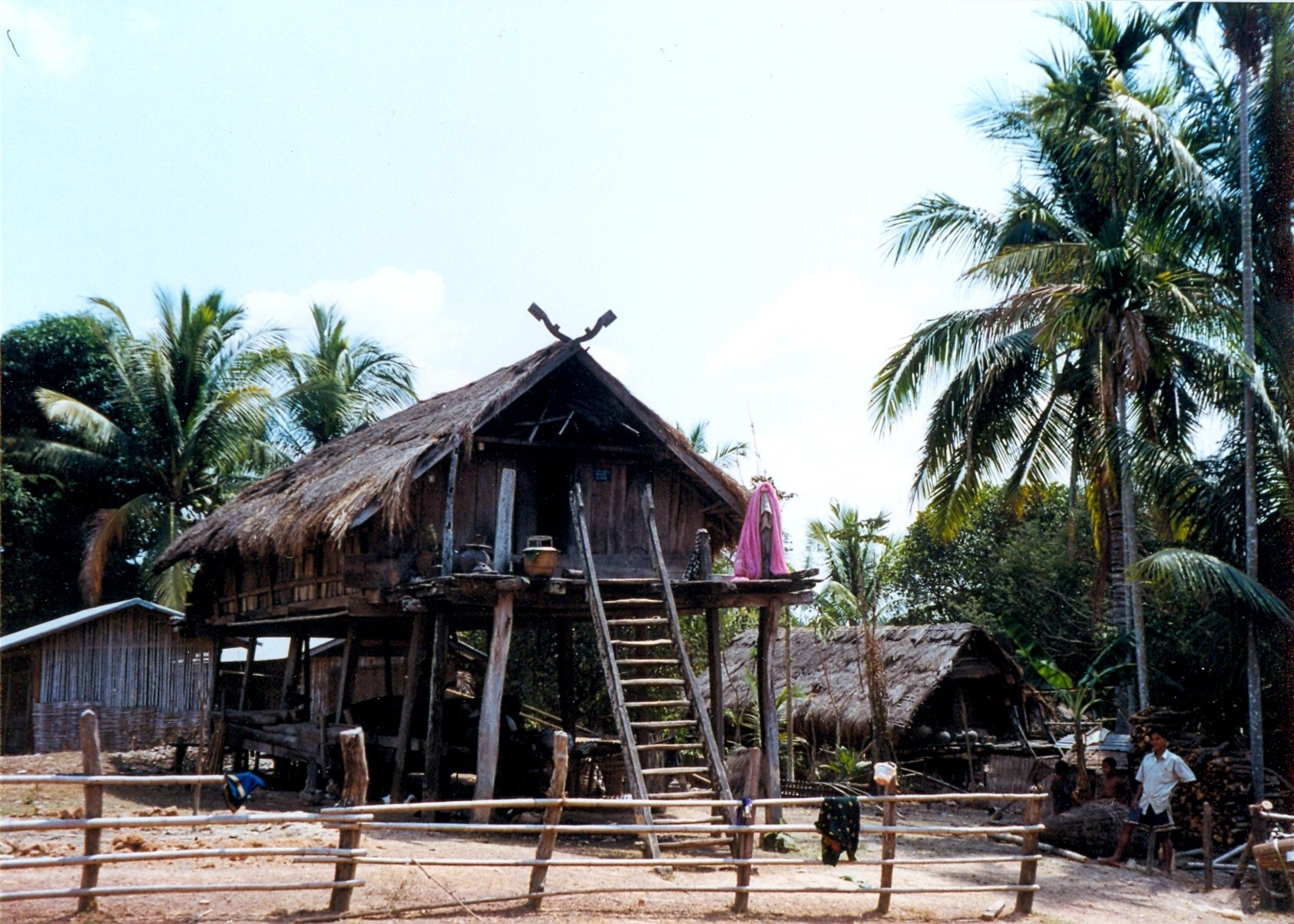
ラオス南部アッタプー県にある高床住居の事例。

高床式住居（たかゆかしきじゅうきょ）または高床住居（たかゆかじゅうきょ）は、床を地表面や水面より高い位置に構築する高床建物の1つで、住居として使用されたものをいう。なお今日の日本の考古学界では「高床式倉庫」や「竪穴式住居」と呼ばれていたものが「高床建物（または高床倉庫）」や「竪穴建物（または竪穴住居）」と呼ばれるようになってきたのと同様に「式」を付けた呼び方はあまり用いられなくなっている。杭上住居（くいじょうじゅうきょ）とも呼ばれる。

## 概要
平地建物や竪穴建物の中には、掘立柱（主柱）を用いず壁そのもので上屋（屋根など）の荷重を支える壁建ち構造のものがあるが、高床住居は壁建ち構造ではない掘立柱建物である。
中国南部・東南アジアなどの熱帯地域や、シベリア、北アメリカ、南アメリカなどにみられる。
高床住居は、床面が地面、水面から離れているため、主に熱帯地域で発生する大雨による洪水被害を避けたり、シベリア地方では、暖房の熱で溶けた床下の永久凍土による建物の傾きを軽減するなどの自然災害による被害を避けるはたらきがある。通気性にもすぐれ、高温多湿な気候でも涼しく過ごすことができる。また虫や野生動物の侵入を防ぐのにも有効である。

## 例
- 棚屋
- ケロン（英語版） - フィリピン、マレーシア、インドネシア、シンガポールなど
- Bahay kubo（英語版） -フィリピン
- ルマー・アダット（英語版） - インドネシアの伝統的家屋
- ルマー・ムラユ（英語版） - マレー人の伝統的家屋
- アルプス山脈周辺の先史時代の杭上住居群

高床式の水上家屋
- コンポンプルック（英語版）[6]

## 画像集

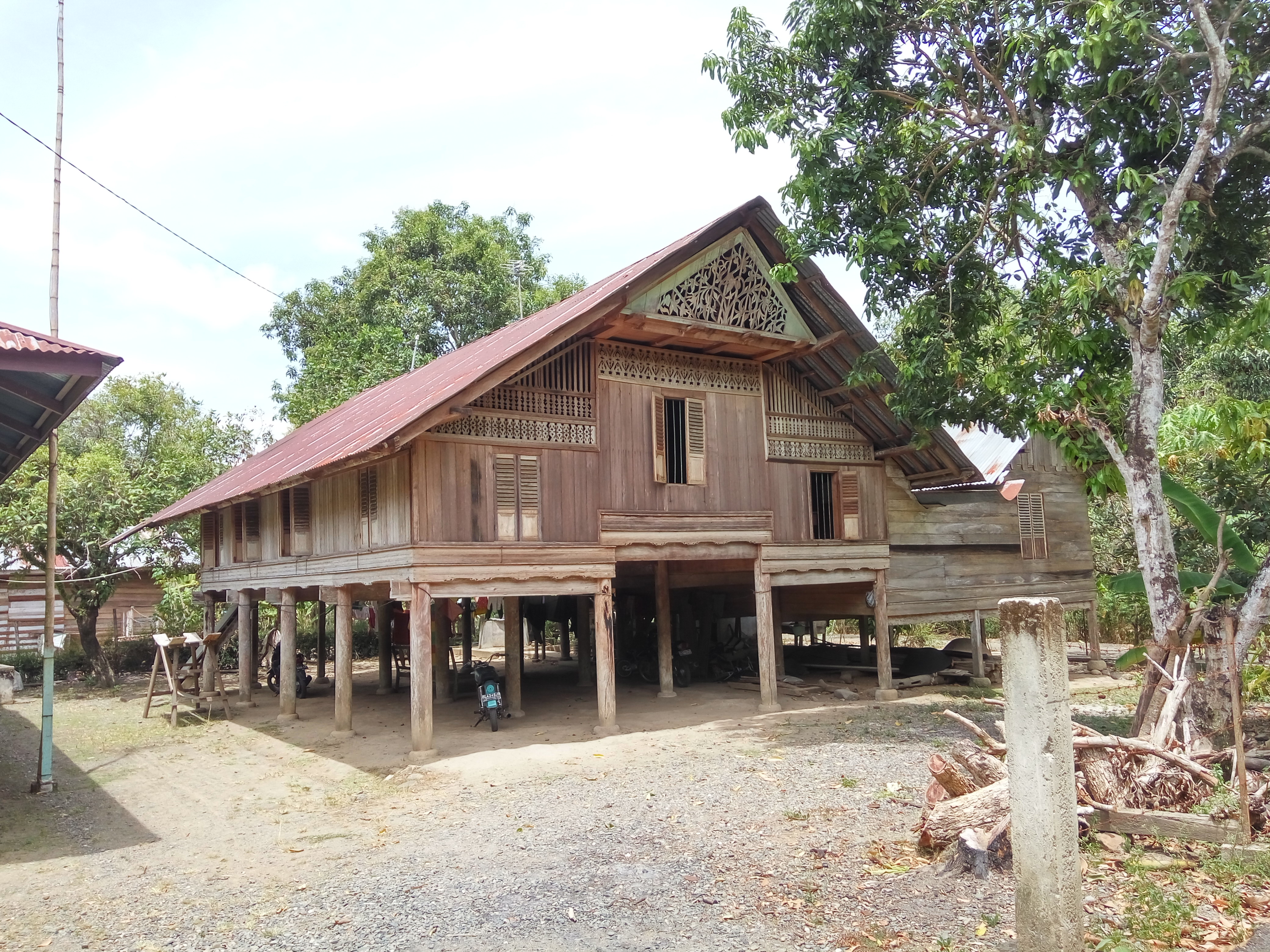
アチェ族のルマ・アチェ（英語版） インドネシア
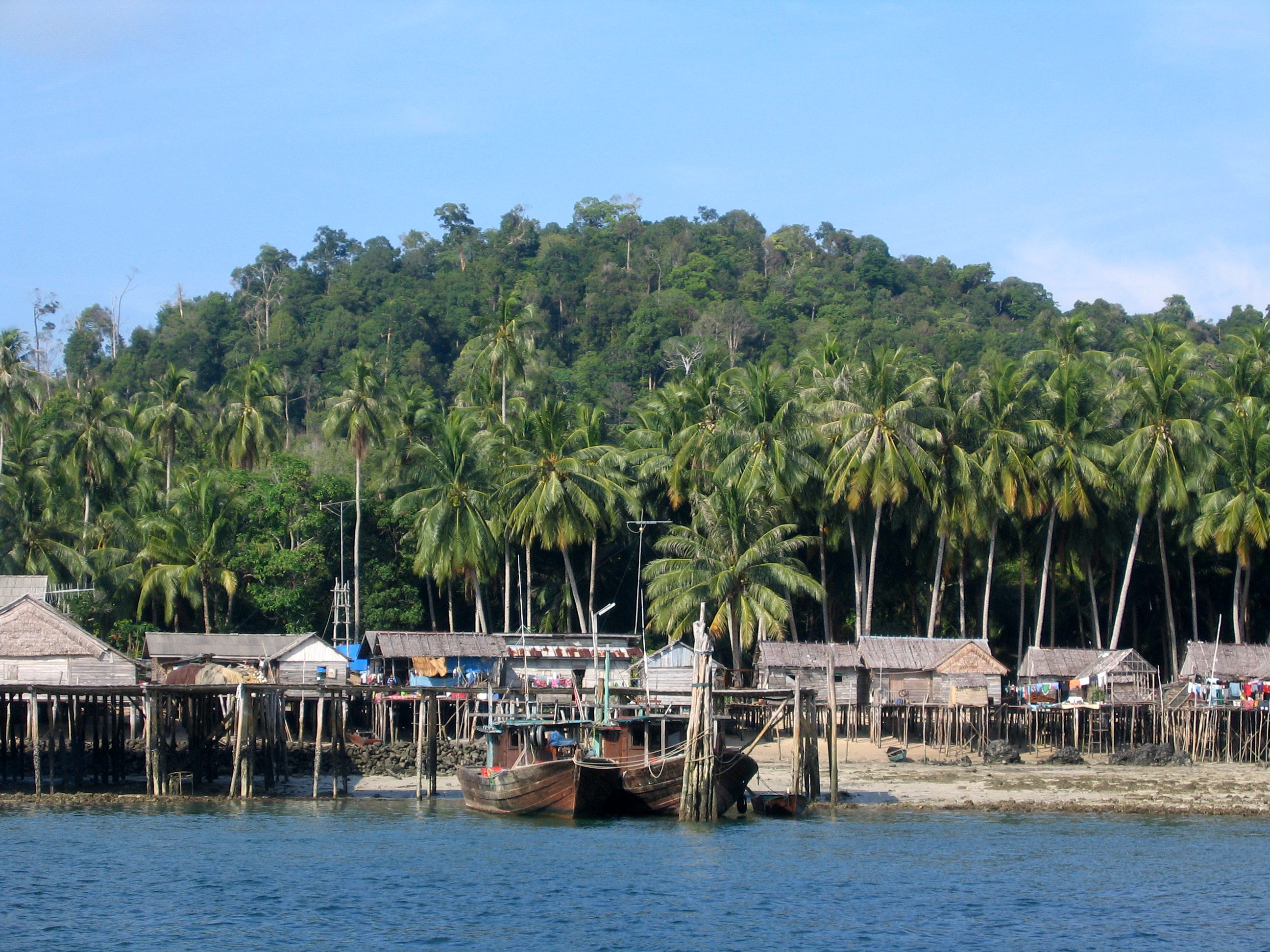
高床住居 インドネシア。リンガ諸島センパ
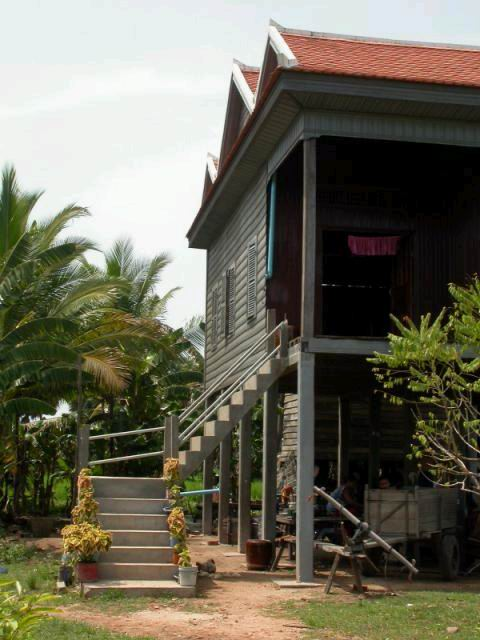
高床住居 カンボジア
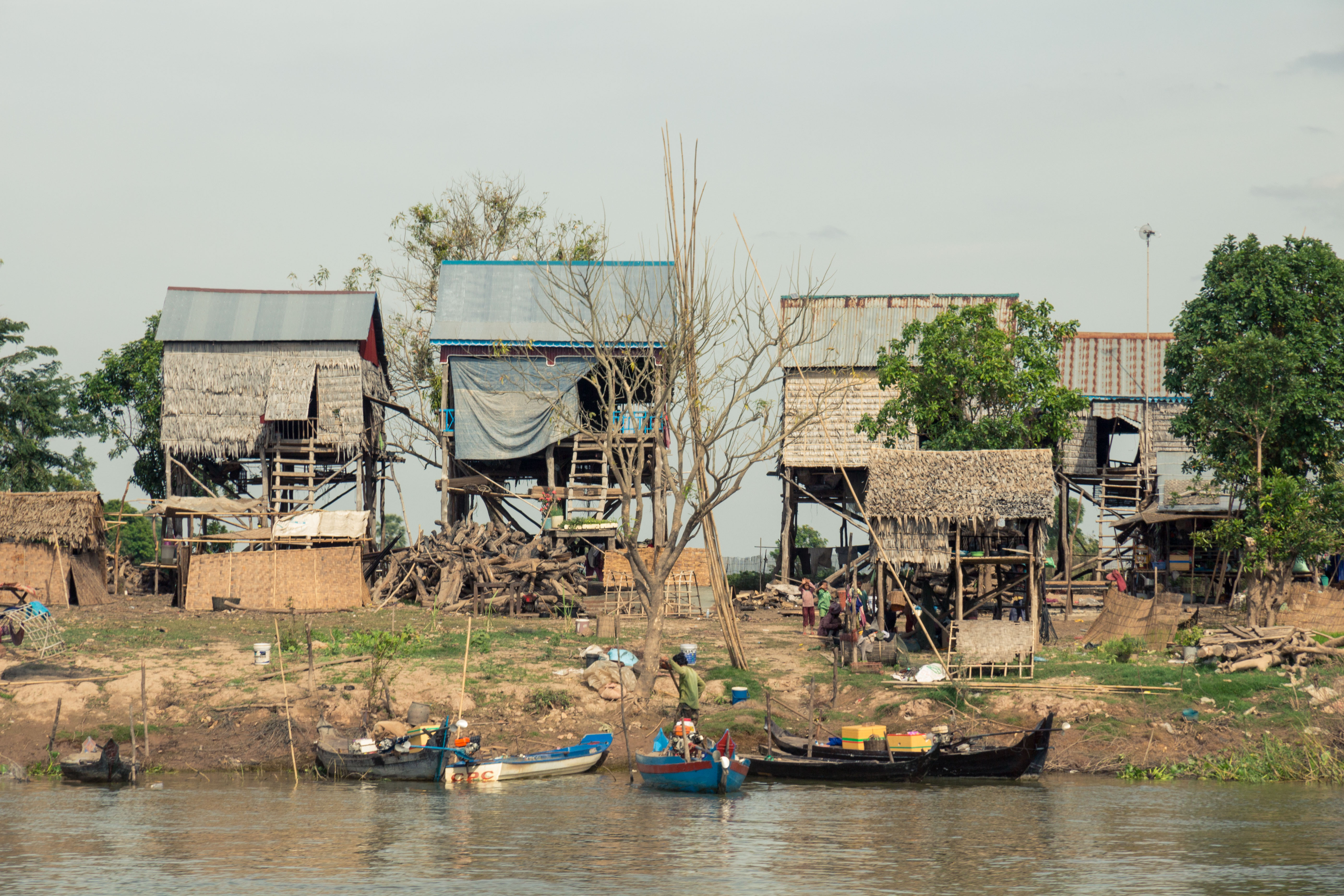
高床住居 カンボジア、トンレサップ
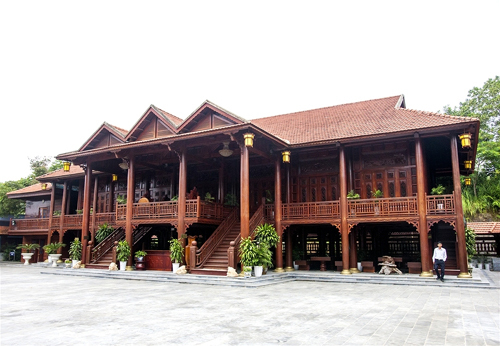
高床住居 ベトナム
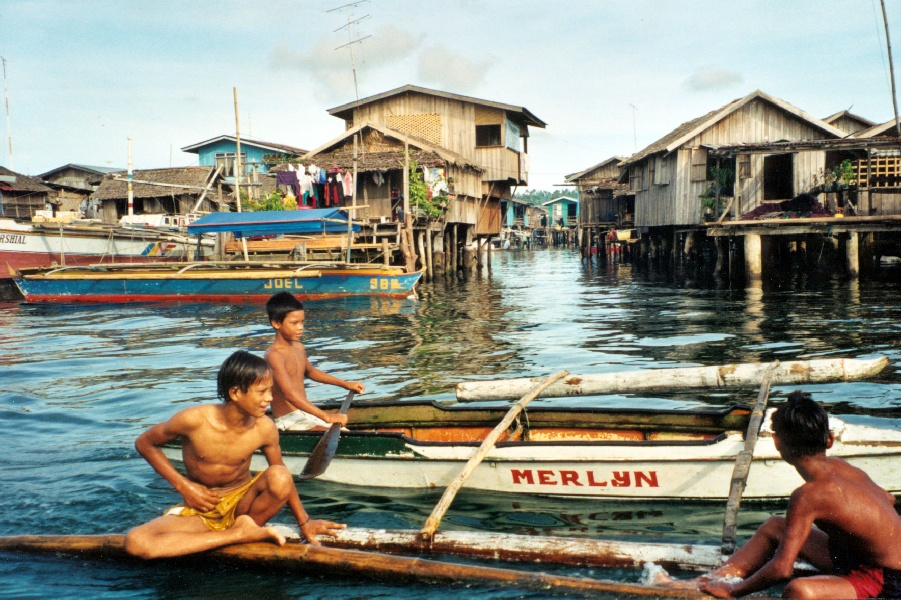
バジャウ族（英語版）の海上高床住居 フィリピン
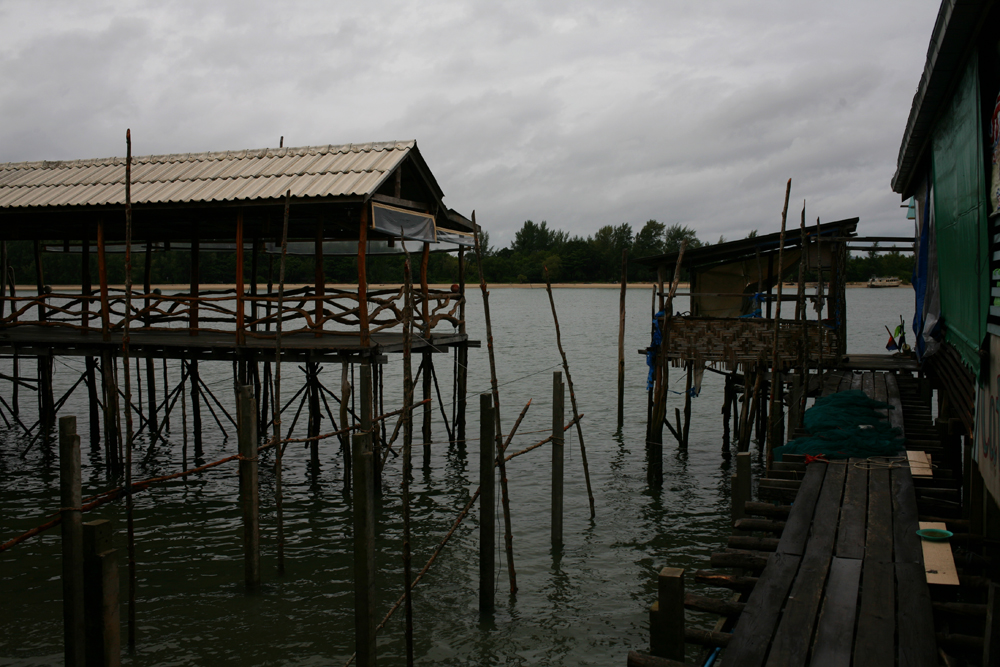
高床住居 タイ南部
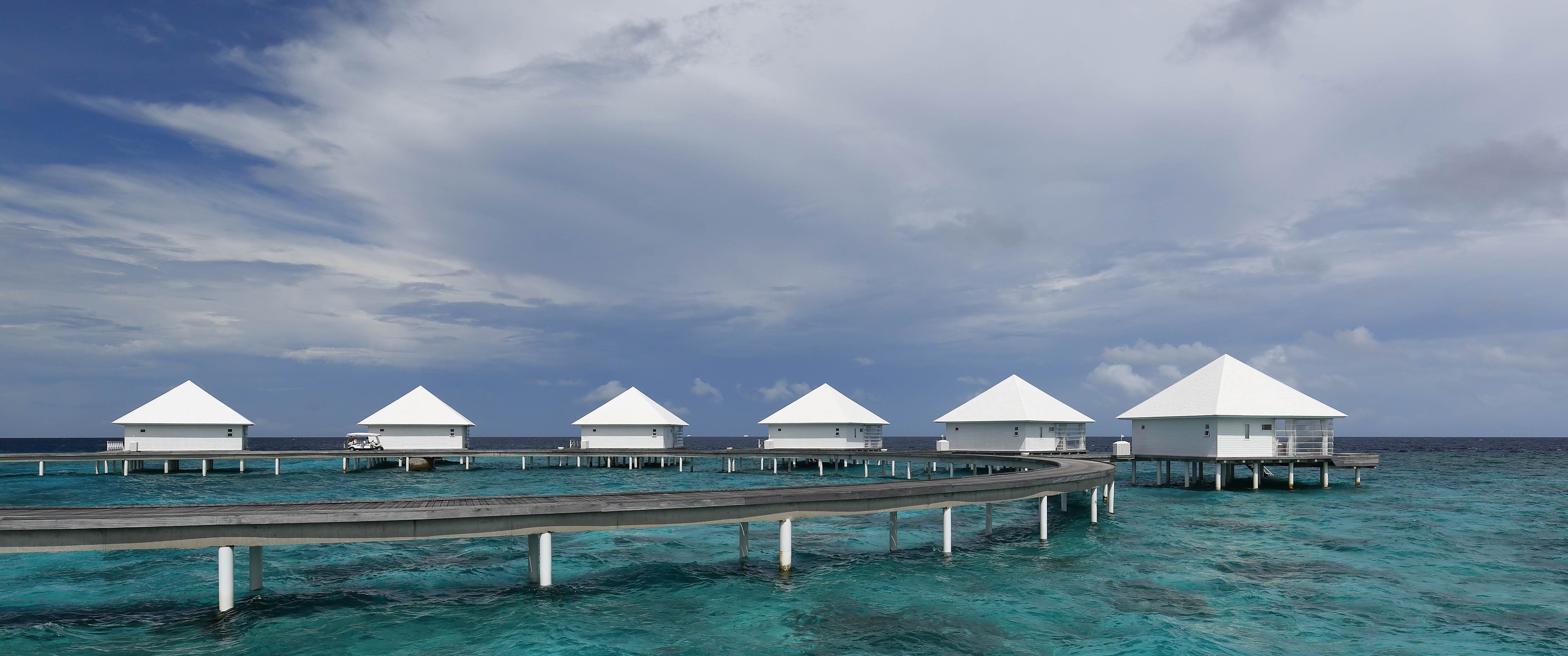
リゾート モルディブ
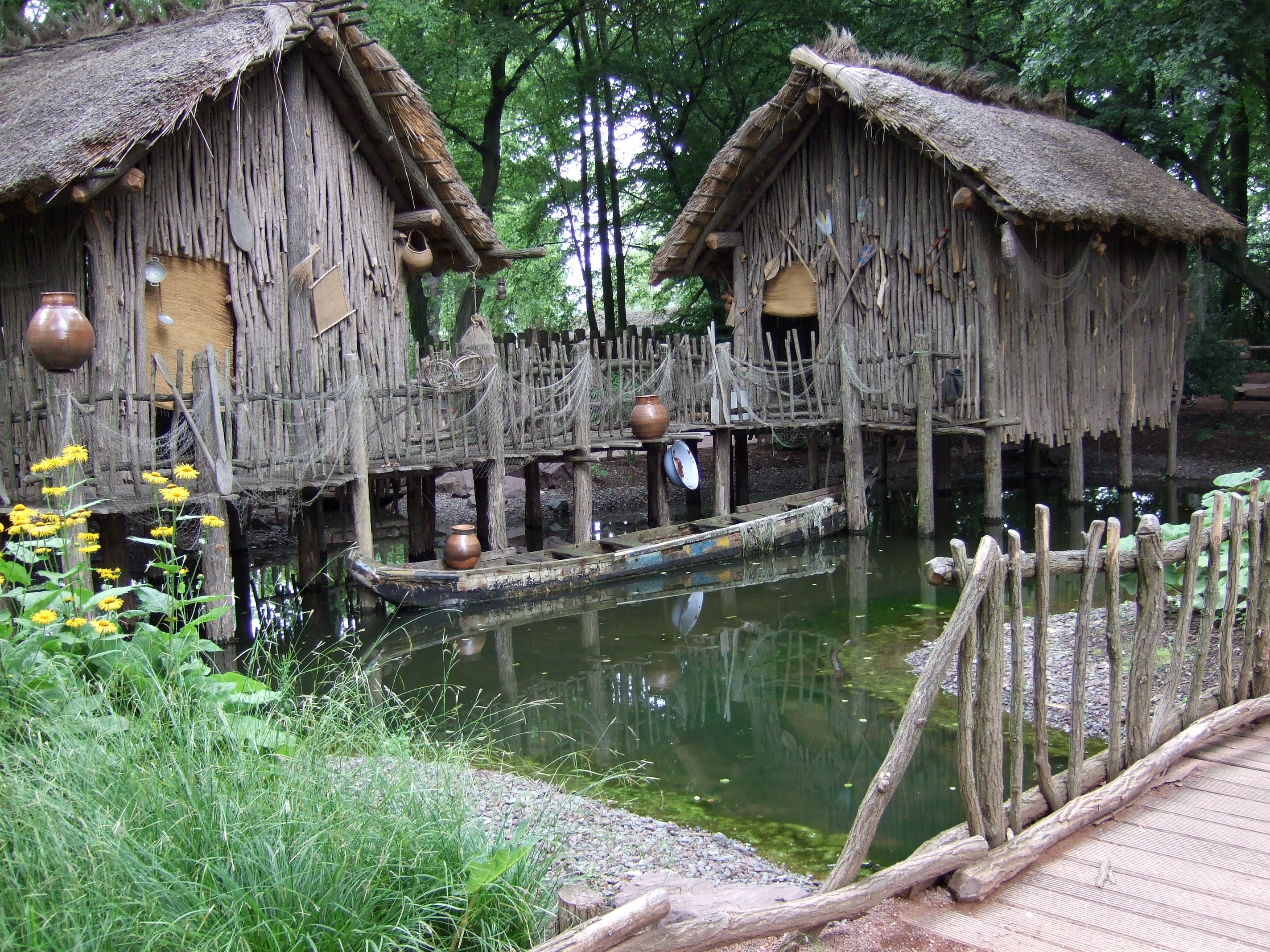
復元されたアフリカの民家 ドイツ
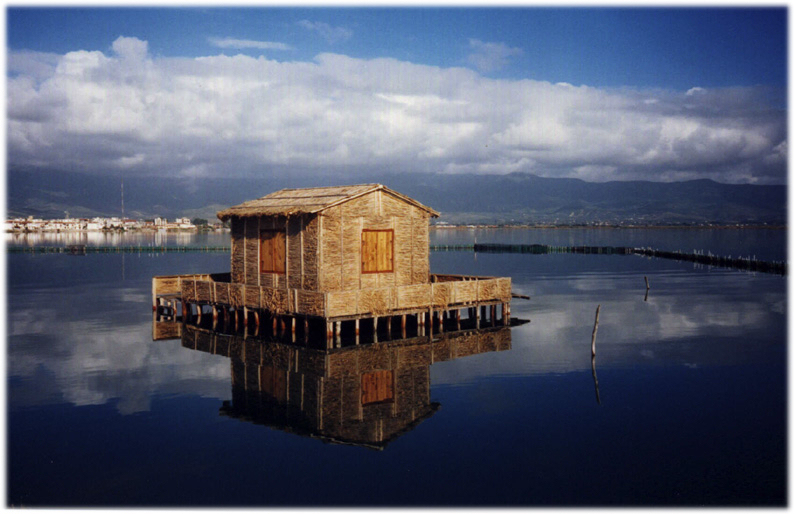
伝統的高床住居
ギリシャ、ミソロンギ湖（英語版）
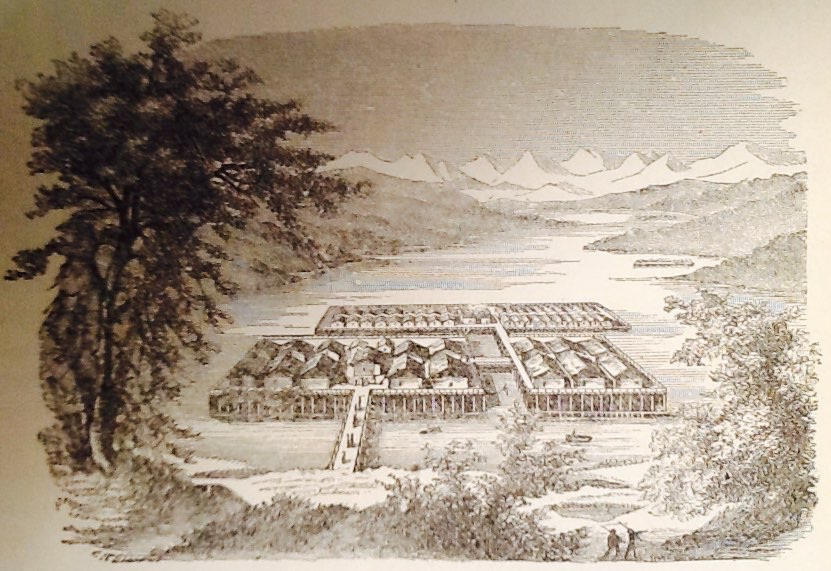
湖沼の村 スイス、チューリッヒ湖
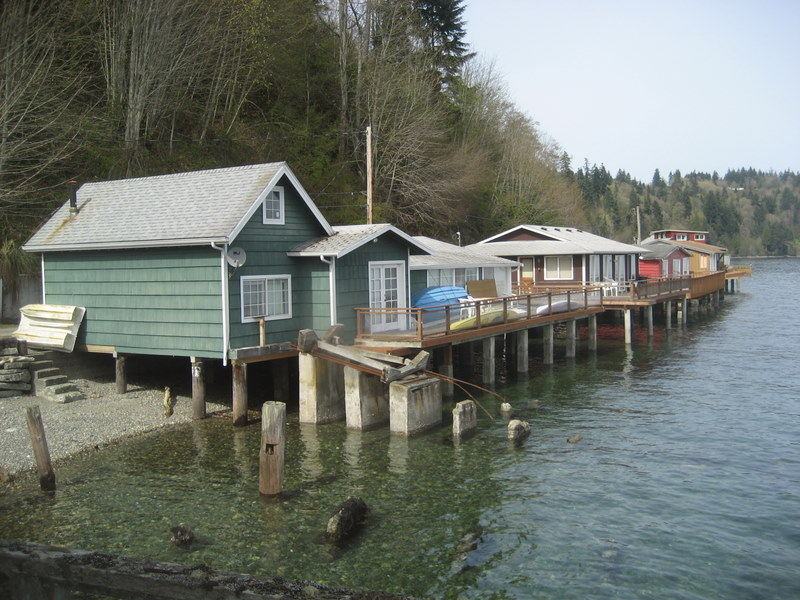
高床住居 アメリカ合衆国ワシントン州ピュージェット湾
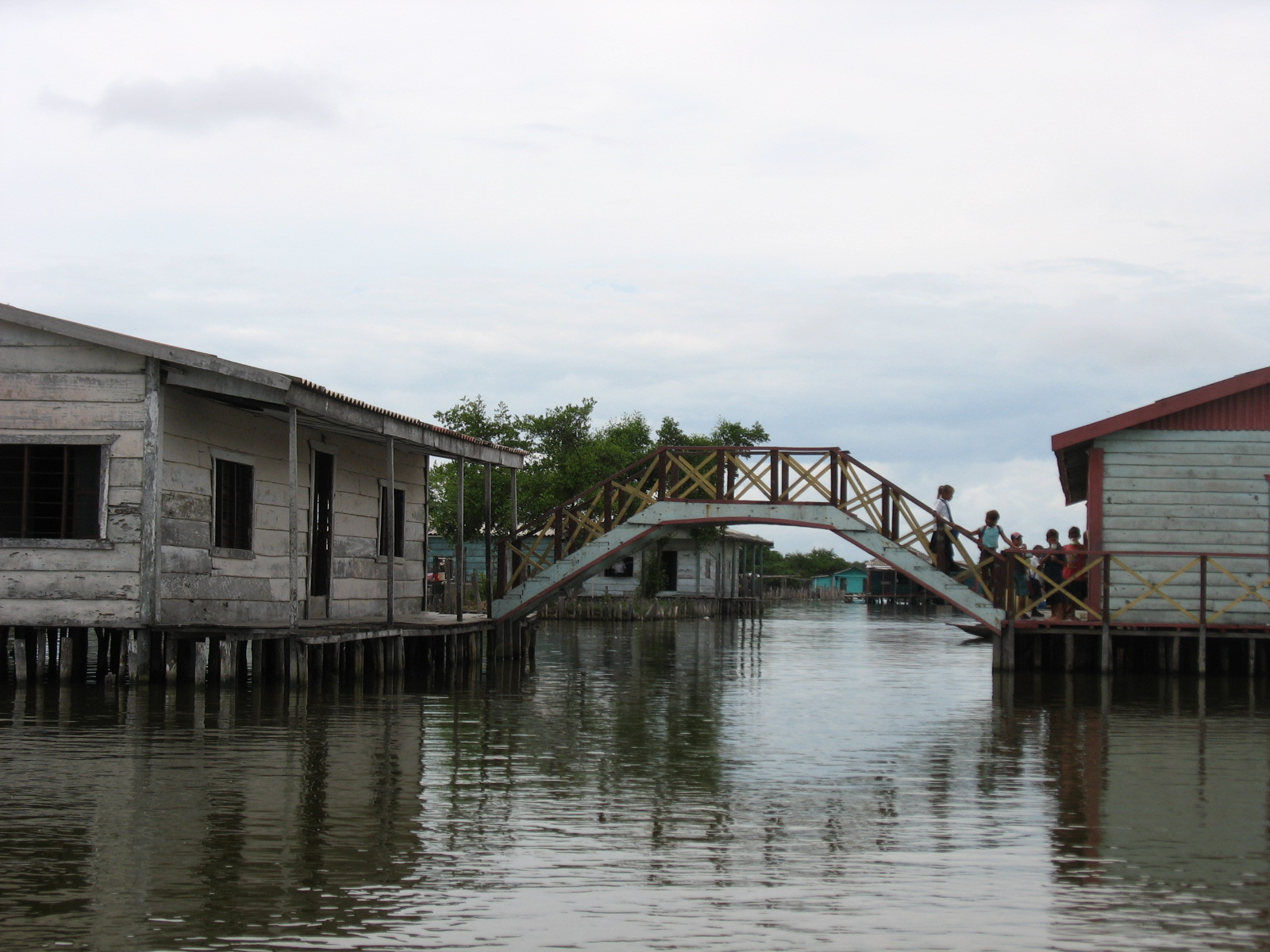
高床住居palafitoに架けられた橋 コロンビア、シエナガ・グランデ・デ・サンタ・マルタ（英語版）
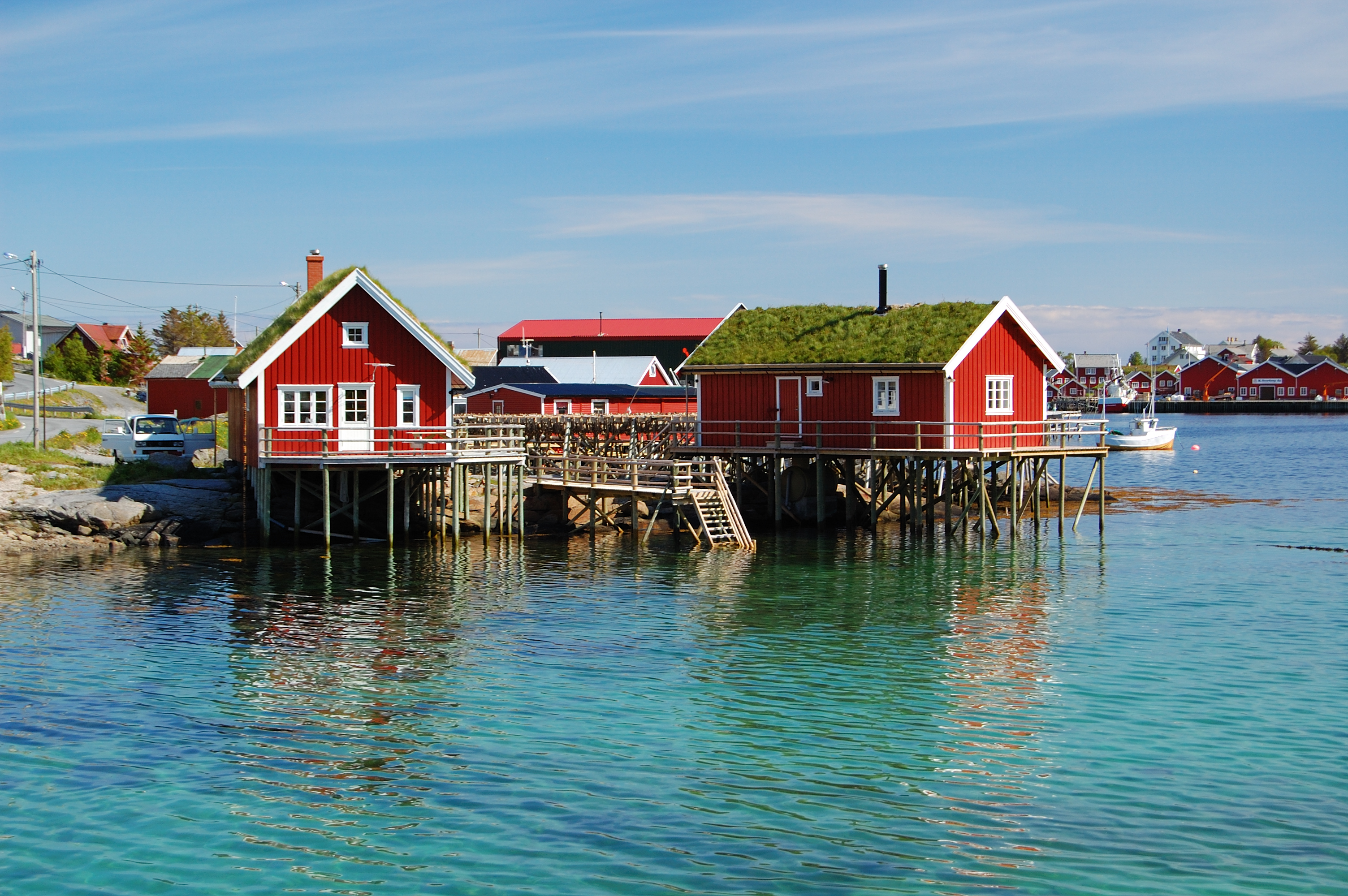
ノルウェーの漁村にある杭上住居の形式ロルブ（英語版）